# Clavariadelphus ligula
Clavariadelphus ligula (Jacob Christian Schäffer, 1774 ex Marinus Anton Donk, 1933) sin. Clavaria ligula (Jacob Christian Schäffer, 1774), din încrengătura Basidiomycota, în ordinul Gomphales, familia Gomphaceae și de genul Clavariadelphus, denumit în popor limba ursului, este o ciupercă comestibilă și saprofagă, ce descompune resturi vegetale. Acest soi nu prea răspândit, poate deja periclitat în România, Basarabia și Bucovina de Nord, se găsește preferat pe sol sărac în păduri de conifere pe așternutul de ace, dar și la marginea lor precum pe deșeuri, formând șiruri de mai mulți sau mai puțini bureți (câteodată peste 100). Apare preferat în regiuni montane, din (iulie) august până în octombrie (noiembrie).
Numele generic se trage din cuvintele (latină clava=între altele măciucă) și (greacă Δελφάχιον= vulvă, purcel), iar epitetul din cuvântul latin (latină ligula=lingura, limbuță).

## Taxonomie
Numele binomial Clavaria ligula a fost determinat de savantul german (Jacob Christian Schäffer în volumul 4 al operei sale Fungorum qui in Bavaria et Palatinatu circa Ratisbonam nascuntur icones, nativis coloribus expressae din 1774, o denumire folosită în multe cărți micologice până în prezent (2019).
Dar numele curent corect este Clavariadelphus ligula, determinat de micologul olandez Marinus Anton Donk (1908-1972) în publicația sa Revisie van de Nederlandse Heterobasidiomyceteae (uitgez. Uredinales en Ustilaginales) din 1933.
Singurul alt sinonim, anume Clavaria ophioglossoides a micologului german August Batsch din 1783, nu este folosit și poate fi neglijat.

## Descriere

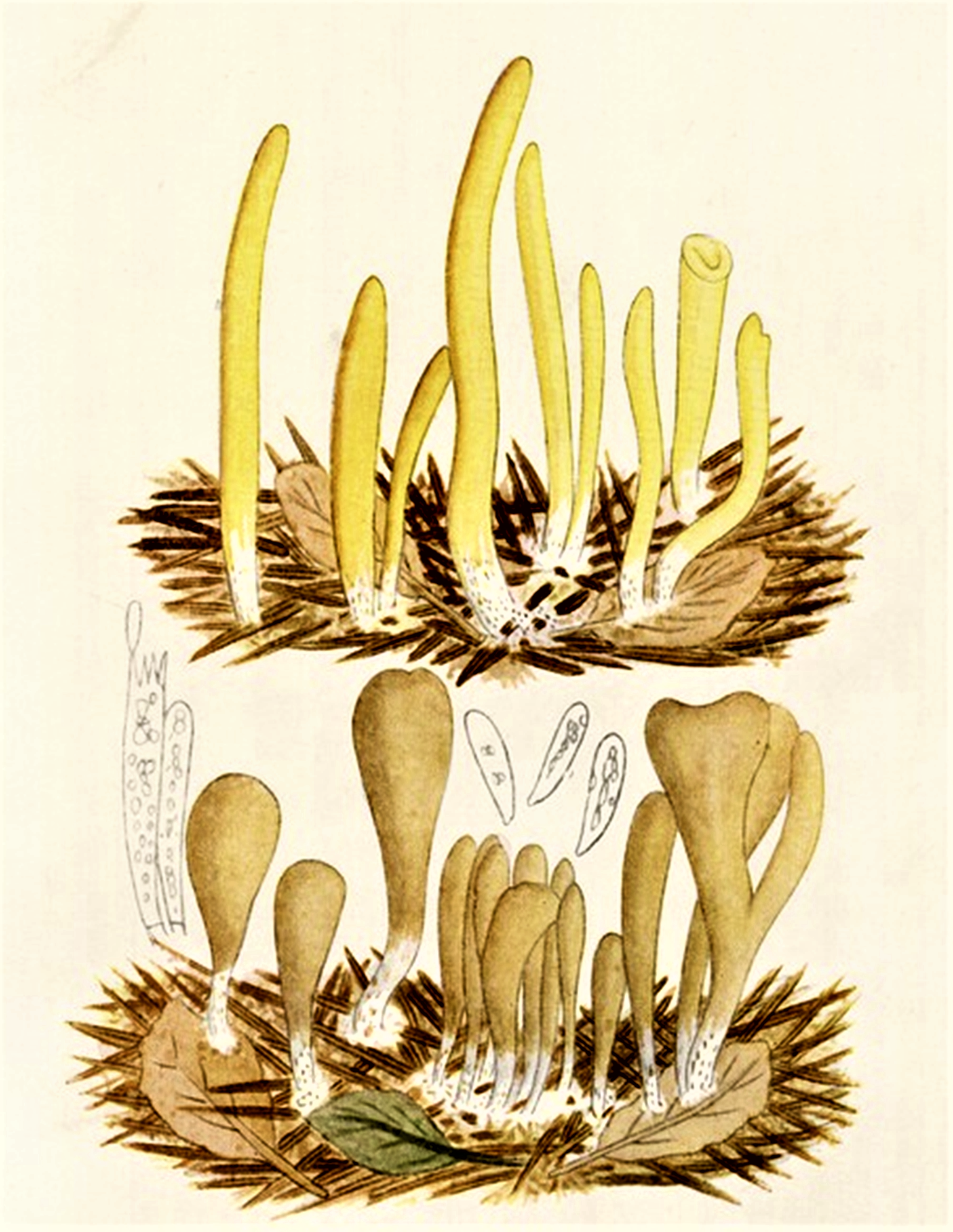
Bres.: Clavaria ligula

- Corpul fructifer: destul de fragil cu un diametru în partea de sus de maximal 2 cm și o înălțime de 3-6 cm, are preponderent o formă de măciucă neregulat de groasă, fiind adesea și comprimat spatulat asemănător unei limbi, înfipt adânc în stratul din care crește și topit cu miceliul. Este la început plin pe dinăuntru, dar devine cu avansarea în vârstă din ce în ce mai gol. Suprafața exterioară este inițial netedă, mai târziu, deseori ușor zgrunțuroasă, încrețită, uneori chiar brăzdată și la bază slab flocoasă. Coloritul acestei ciuperci destul de neobișnuite variază între alb-gălbui, galben-ocru și brun-gălbui. Partea pedunculară se decolorează treptat spre bază. Partea superioară este fertilă, cea de jos sterilă. Eliberarea sporilor care se dezvoltă in interiorul măciucii, ca și în cazul ciupercilor tip Lycoperdon și se împrăștie în același mod, prin degradarea învelișului ciupercii, când vântul și insectele vor ajuta la distribuția și supraviețuirea speciei.
- Sporii: sunt mici, hialini (translucizi), ovoidal-elipsoidali cu baza țuguiată, granulați în interior și măsoară 10-15 x 3-5 microni. Pulberea lor este gălbui-albicioasă. Basidiile (celulele purtătoare de spori) în formă de măciucă cilindrică și cu o dimensiune de 60-65 x 7-9 microni, poartă de obicei 4 sterigme destul de lungi. Nu prezintă cistide. Hifele sunt septate, cu fibule.[12]
- Carnea: albă până gălbuie este moale, spongioasă, mirosul fiind imperceptibil și gustul în tinerețe blând, apoi mai mult sau mai puțin amar. Nu se colorează după o leziune.[4][5]
- Reacții chimice: Suprafața se colorează cu Hidroxid de potasiu galben și cu sulfat de fier imediat verde.[13]

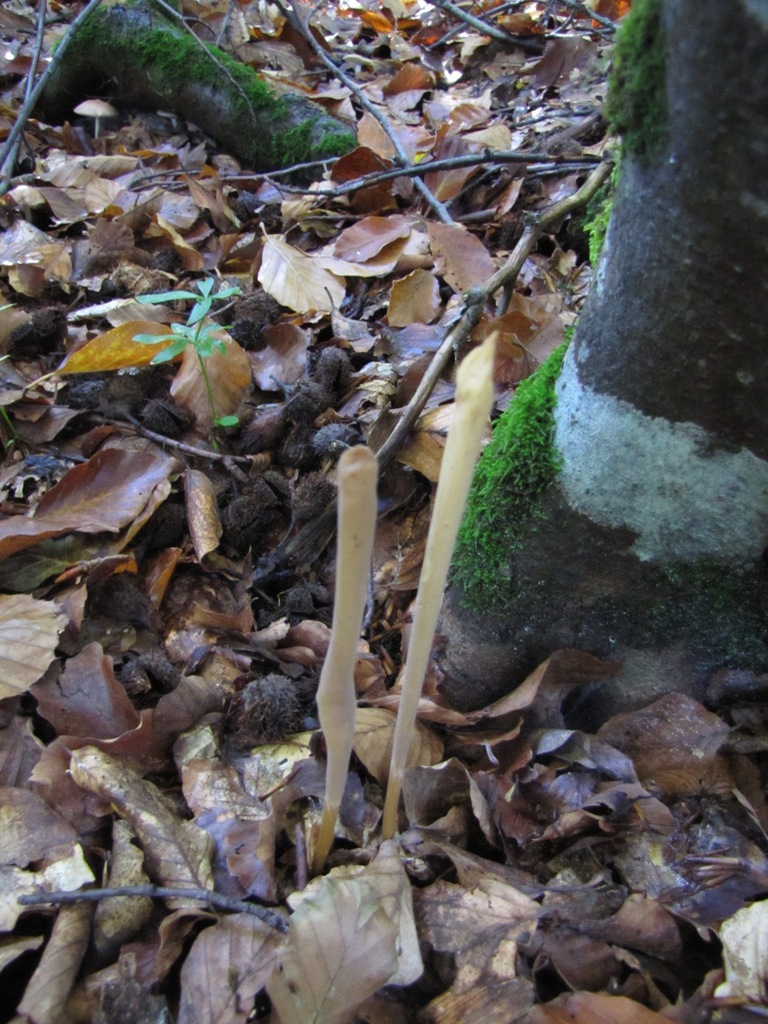
C. ligula tineri
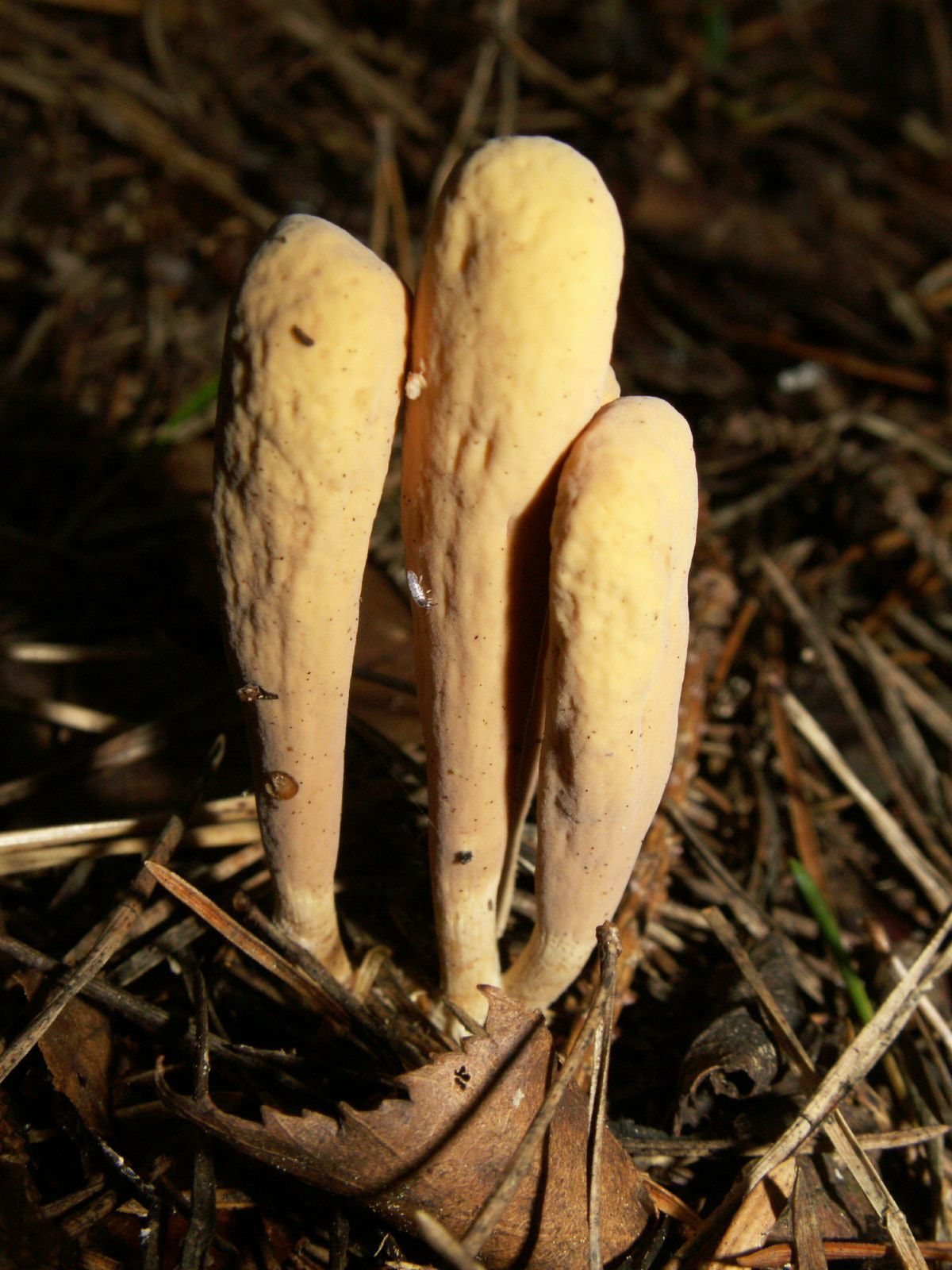
C.ligula maturi
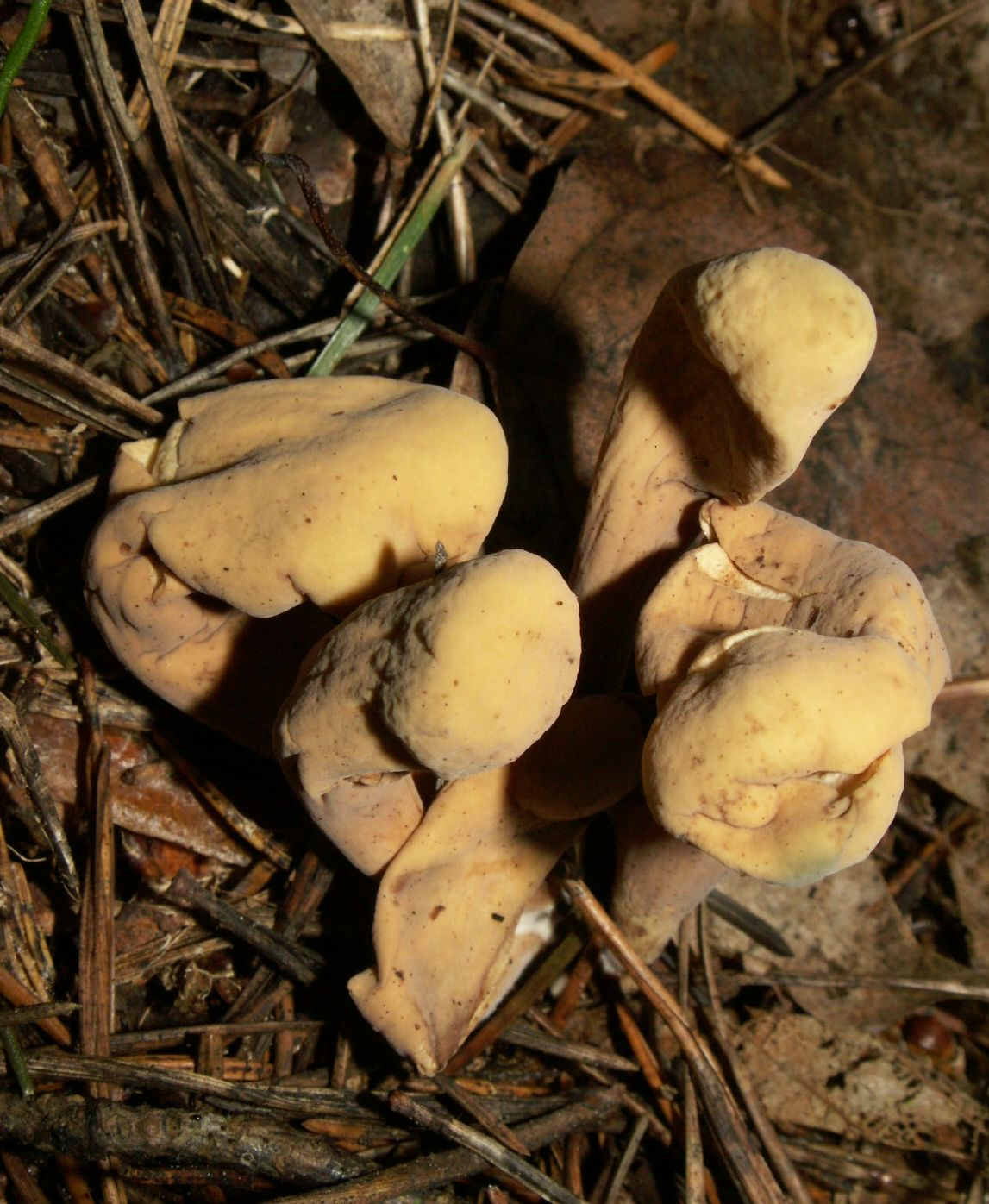
C. ligula bătrâni

## Confuzii
Limba ursului poate fi confundată cu specii asemănătoare mai mult sau mai puțin comestibile, ca de exemplu Clavaria argillacea, Clavariadelphus sachalinensis, Hypocrea alutacea precum cu Clavariadelphus pistillaris și Clavariadelphus truncatus în stadiu tânăr sau cu necomestibilele Macrotyphula fistulosa și Microglossum olivaceum, ultim numita de culoare mai închisă.

## Specii asemănătoare în imagini

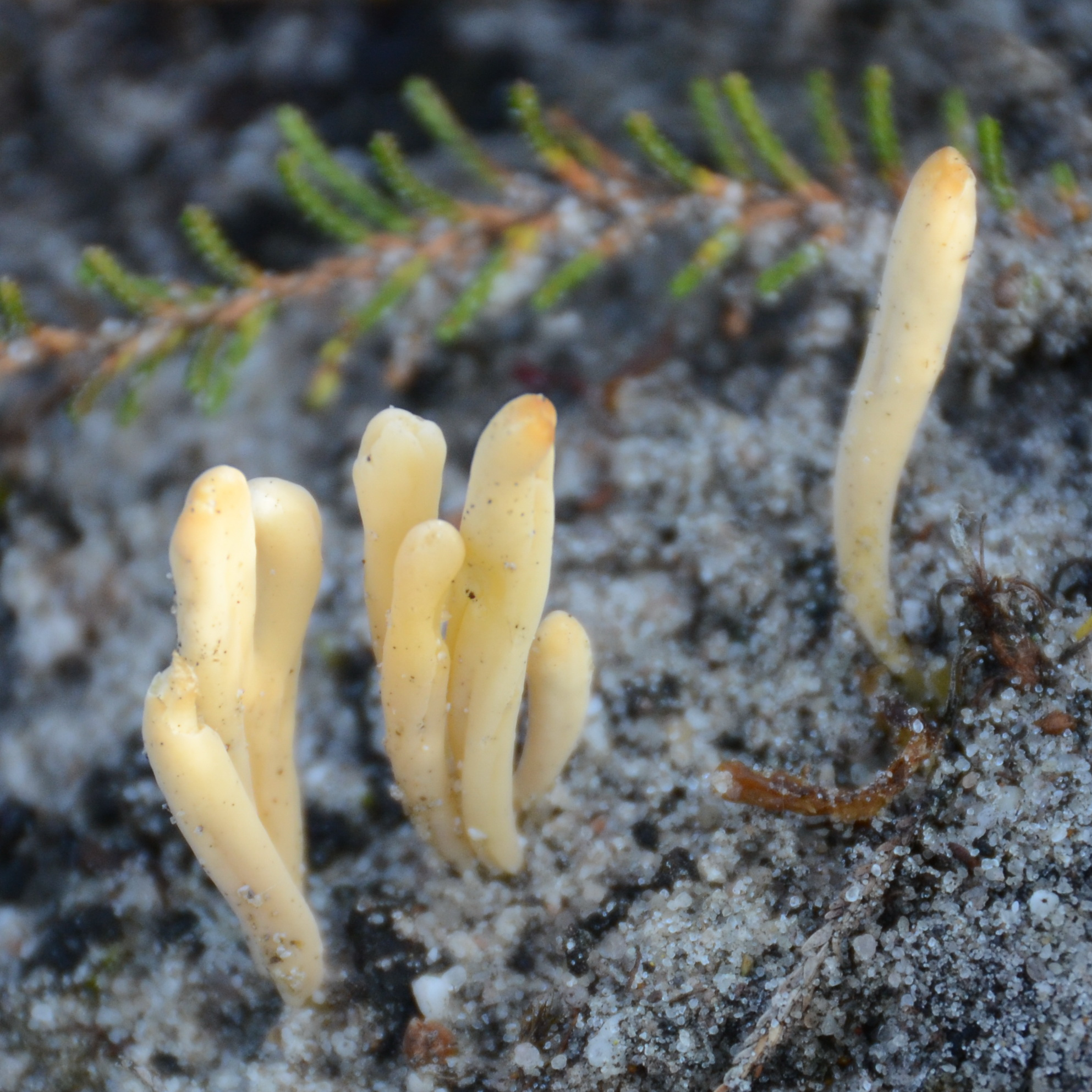
Clavaria argillacea
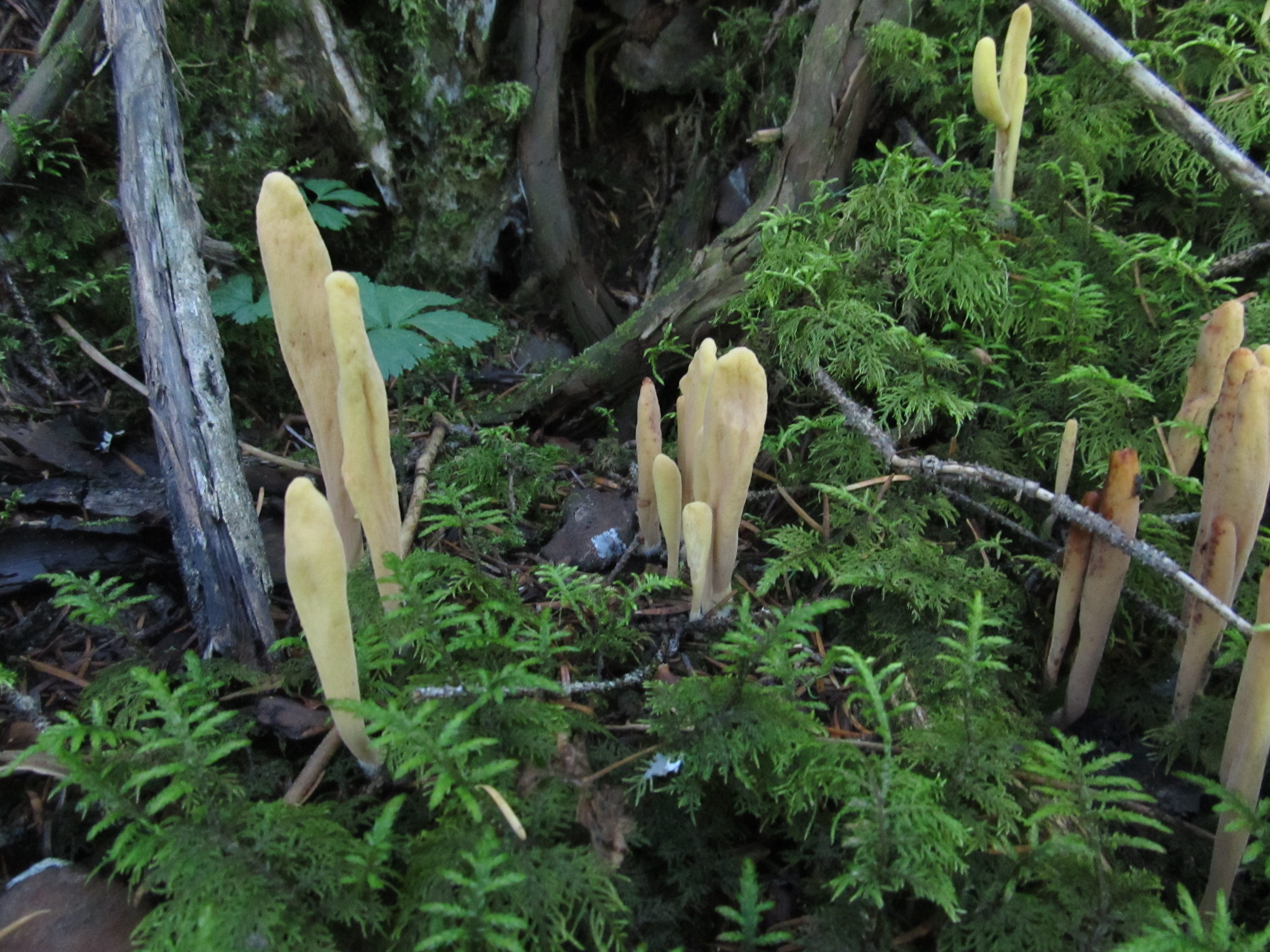
Clavariadelphus sachalinensis
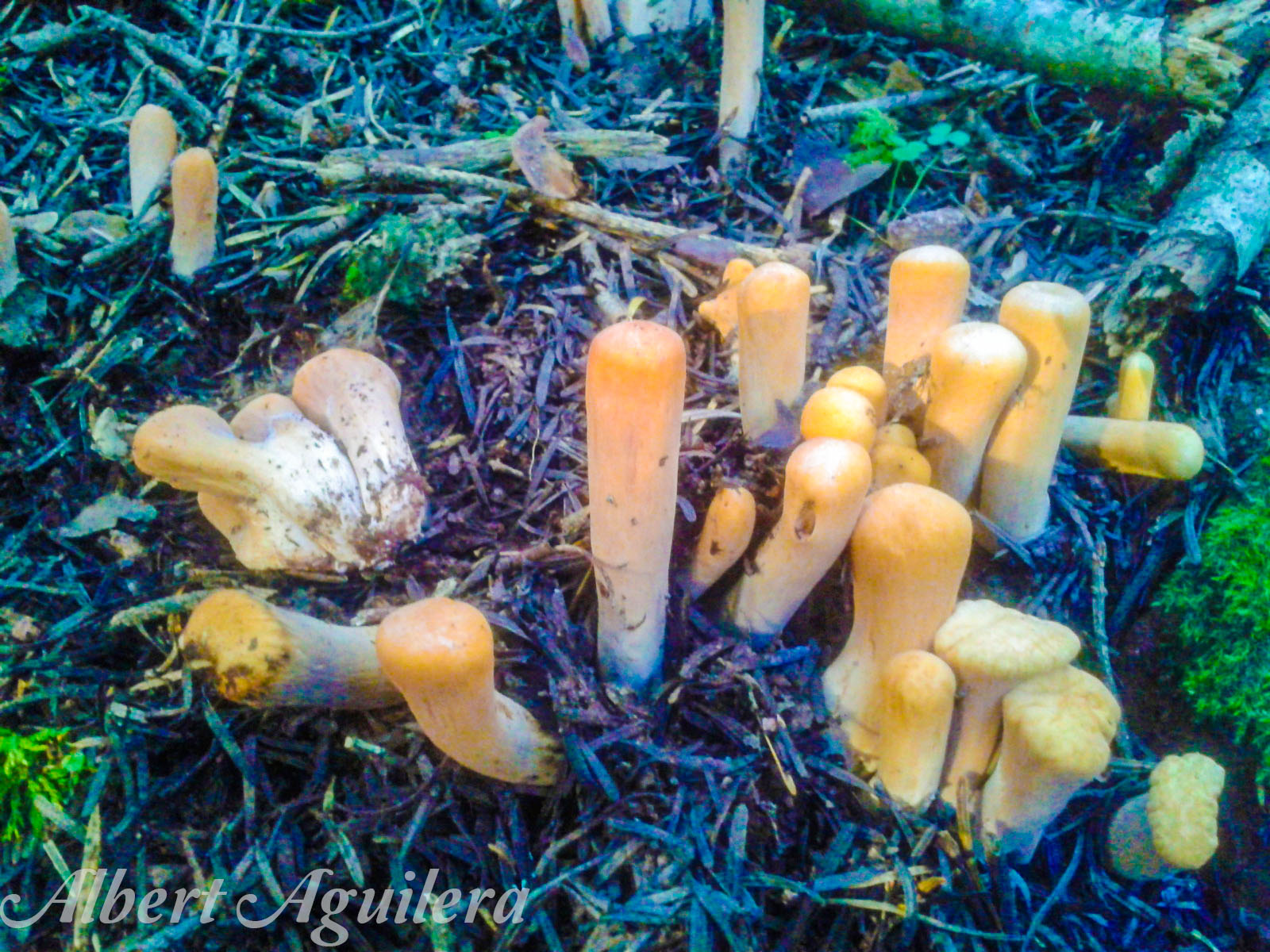
Clavariadelphus pistillaris
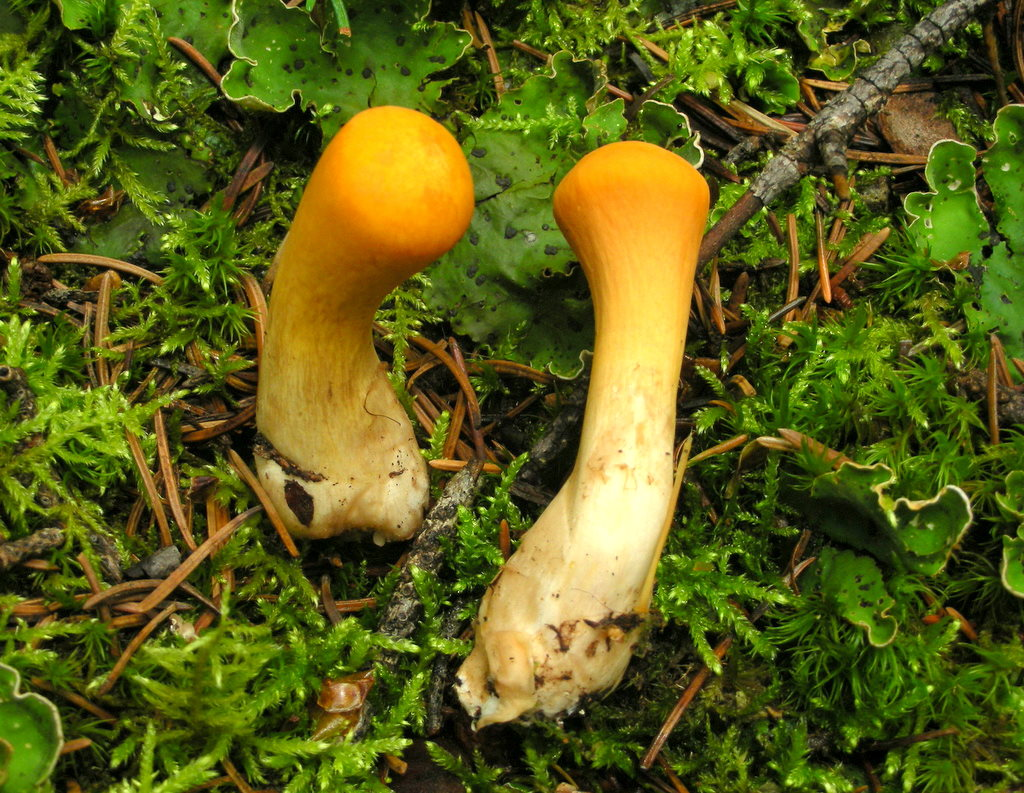
Clavariadelphus truncatus
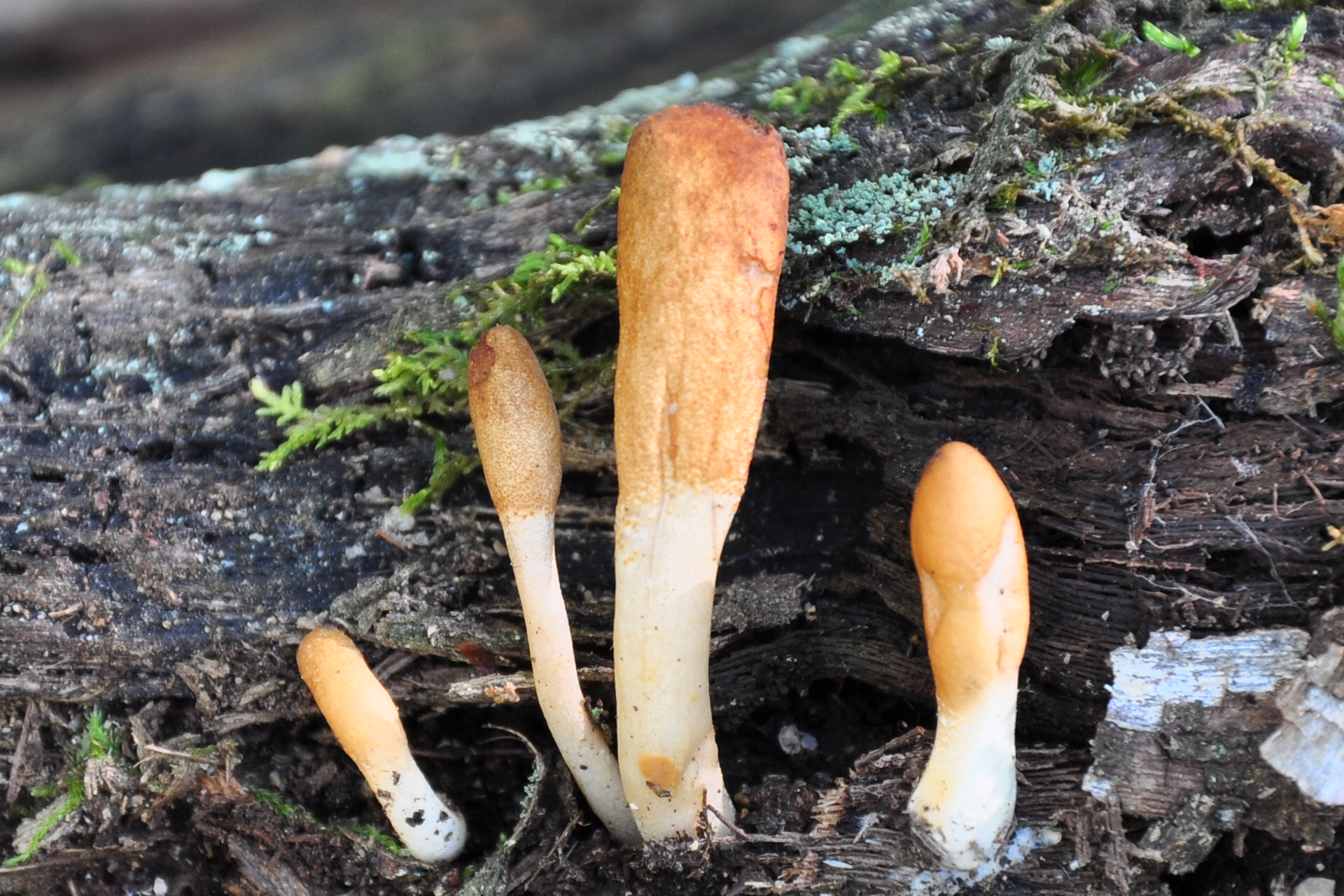
Hypocrea alutacea
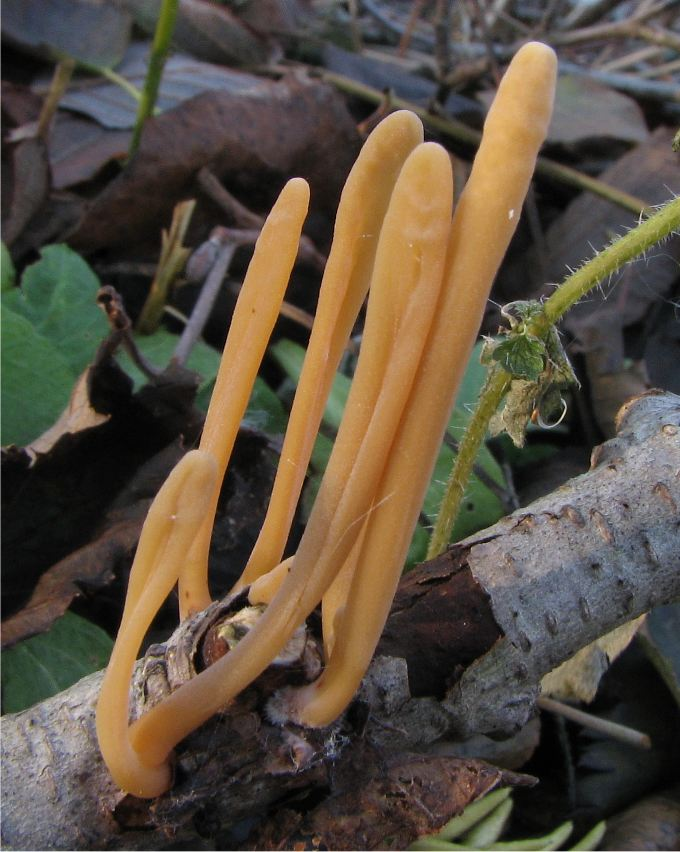
Macrotyphula fistulosa
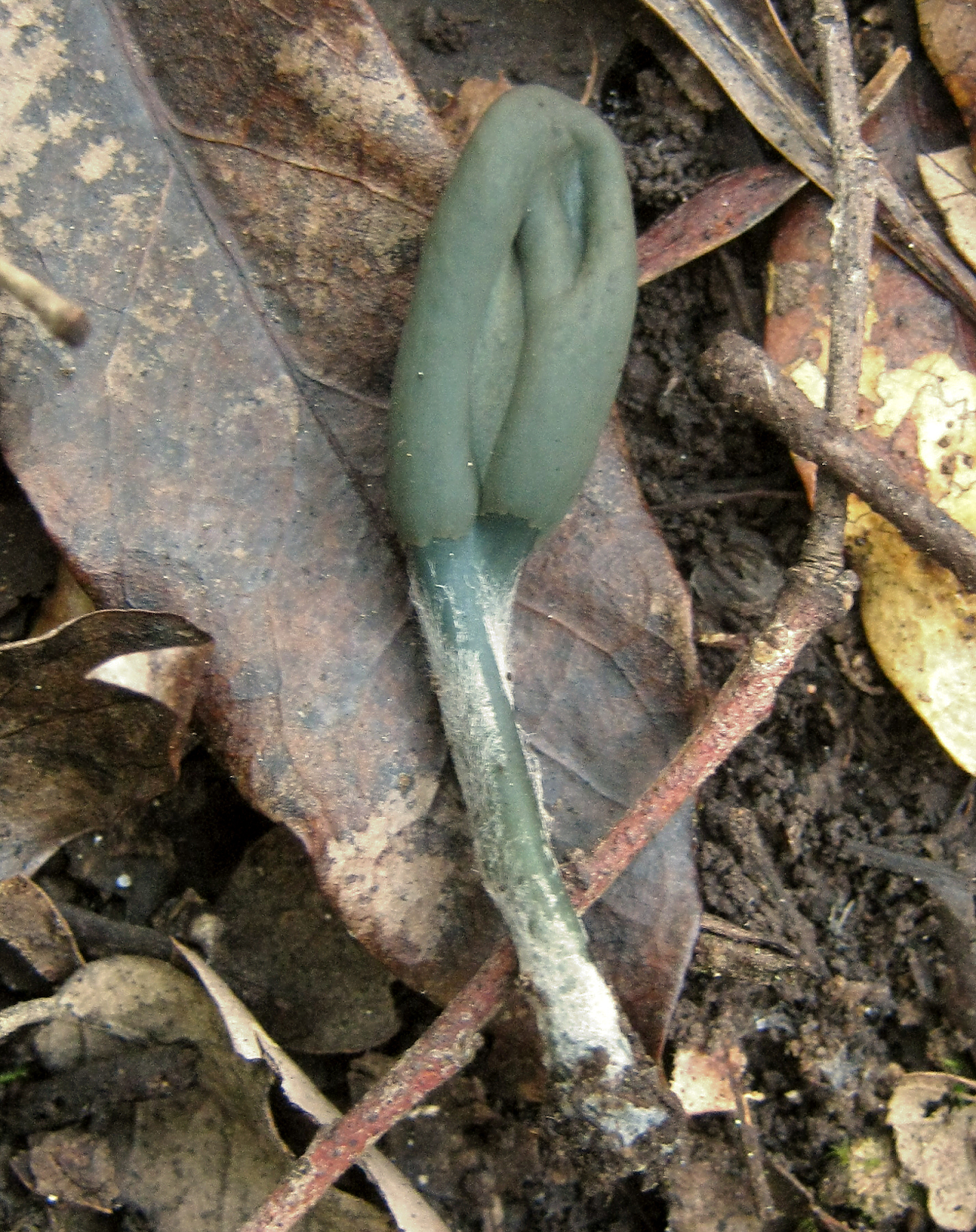
Microglossum olivaceum

## Valorificare
Limba ursului este comestibilă doar în stadiu tânăr, cu maturitatea devine amară și foarte spongioasă, în final sfărâmicioasă.